# Mimudea selenographa
Mimudea selenographa là một loài bướm đêm trong họ Crambidae.